# Васильев, Владимир Сергеевич (экономист)
Владимир Сергеевич Васильев (род. 20 сентября 1947; Вашингтон, США) — российский экономист, политолог, американист и публицист. Главный научный сотрудник Института США и Канады РАН, доктор экономических наук.                                                                                                                                                         Эксперт радиостанции «Вести ФМ», а также постоянный участник политических ток-шоу на различных российских телеканалах, в частности, «Большая игра» на Первом канале и «Вечер с Владимиром Соловьевым» на телеканале Россия 1. 

## Биография
Родился в 1947 году в Вашингтоне, в семье советского дипломата. После окончания МГИМО, в 1970 году начал работу в Институте США и Канады РАН.